# Sofa Landver
Pour les articles homonymes, voir Landver.
Sofa Landver (en hébreu :  סופה לנדבר ; en russe : Софа Ландвер), née le 28 octobre 1949, est une femme politique membre du parti israélien, Israel Beytenou (« Israël notre maison »).

## Biographie
Elle est née à Saint-Pétersbourg, elle fait son aliyah en 1979. Elle travaille pour la mairie d'Ashdod. 
En 1996, elle est élue à la Knesset avec le parti ouvrier.